# Agam Darshi
Agam Darshi, nata Agamdeep Darshi (Birmingham, 1987), è un'attrice britannica naturalizzata canadese.

## Biografia
Agam Darshi nasce a Birmingham, in Inghilterra, da genitori indiani. Trasferita assieme alla famiglia in Canada, a 14 anni si trasferisce a Calgary, per seguire il sogno di attrice, dove studia Fotografia, Teatro e Belle Arti e si laurea nella locale università. Inizia presto ad apparire in ruoli importanti in serie televisive canadesi, per poi intraprendere anche attività diverse dalla recita quali la scrittura, la sceneggiatura (collaborerà alla stesura di diversi copioni, tra cui anche due film indipendenti), il graphic-design, la pittura. Sebbene sia spesso in viaggio per lavoro o per passione, risiede stabilmente a Vancouver.

Nel 2008 entra nella lista delle persone più sexy e di successo della rivista Anokhi Magazine, mentre nel 2010 viene nominata una delle dieci personalità televisive più belle della Columbia Britannica.

La sua prima apparizione è in un ricorrente ruolo all'interno di una serie televisiva canadese per ragazzi, intitolato Renegadepress.com.

A partire dal 2009 Agam inizia ad apparire come Kate Freelander, uno dei personaggi principali della serie Sanctuary. Dopo la morte del personaggio Ashley Magnus (interpretato da Emilie Ullerup) prenderà il suo posto come facente parte del team della dottoressa Helen Magnus (Amanda Tapping).

## Filmografia

### Televisione
- Touching Evil – serie TV, episodio 1x11 (2004)
- Tru Calling – serie TV, episodio 1x16 (2004)
- Stargate Atlantis – serie TV, 2 episodi (2004-2008)
- Zixx: Level Two – serie TV, 8 episodi (2005)
- Reefer Madness: The Movie Musical, regia di Andy Fickman – film TV (2005)
- 49th & Main – serie TV (2006)
- Supernatural – serie TV, episodio 1x17 (2006)
- The Dead Zone – serie TV, episodio 5x04 (2006)
- The L Word – serie TV, 4 episodi (2007)
- Psych – serie TV, episodio 2x06 (2007)
- Mortal College (The Haunting of Sorority Row), regia di Bert Kish – film TV (2007)
- Kyle XY – serie TV, episodio 2x03 (2007)
- Poison Ivy: La società segreta (Poison Ivy: The Secret Society), regia di Jason Hreno – film TV (2008)
- Past Lies - Minaccia dal passato (Past Lies), regia di Terry Ingram – film TV (2008)
- Massima allerta: Tornado a New York (NYC: Tornado Terror), regia di Tibor Takács - film TV (2008)
- Dan for Mayor – serie TV, 12 episodi (2010)
- Sanctuary – serie TV, 37 episodi (2009-2010)
- Impatto dal cielo (Impact) – miniserie TV, 2 episodi (2009)
- Arrow – serie TV, episodio 1x13
- White Collar Poet – serie TV, episodi 1x07-1x08 (2011)
- Ring of Fire – miniserie TV, episodi 1x01-1x02 (2012)
- Played – serie TV, 13 episodi (2013)
- The Romeo Section – serie TV, 6 episodi (2015)
- Perception – serie TV, episodio 3x13 (2015)
- You me her – serie TV, 5 episodi (2017)
- Dirk Gently - Agenzia di investigazione olistica (Dirk Gently's Holistic Detective Agency) – serie TV, 5 episodi (2017)
- A Very Vintage Christmas, regia di Paul A. Kaufman – film TV (2019)

### Cinema
- Snakes on a Plane, regia di David R. Ellis (2006)
- Final Destination 3, regia di James Wong (2006)
- Shattered - Gioco mortale (Butterfly on a Wheel), regia di Mike Barker (2007)
- 2012, regia di Roland Emmerich (2009)
- Watchmen, regia di Zack Snyder (2009)
- Excited, regia di Bruce Sweeney (2009)
- the Possession, regia di Ole Bornedal (2012)
- Crimes of Mike Recket, regia di Bruce Sweeney (2012)
- In Their Skin, regia di Jeremy Power Regimbal (2012)
- Bright Hill Road, regia di Robert Cuffley (2020)
- Wifelike, regia di James Bird (2022)